# Fifth Air Force

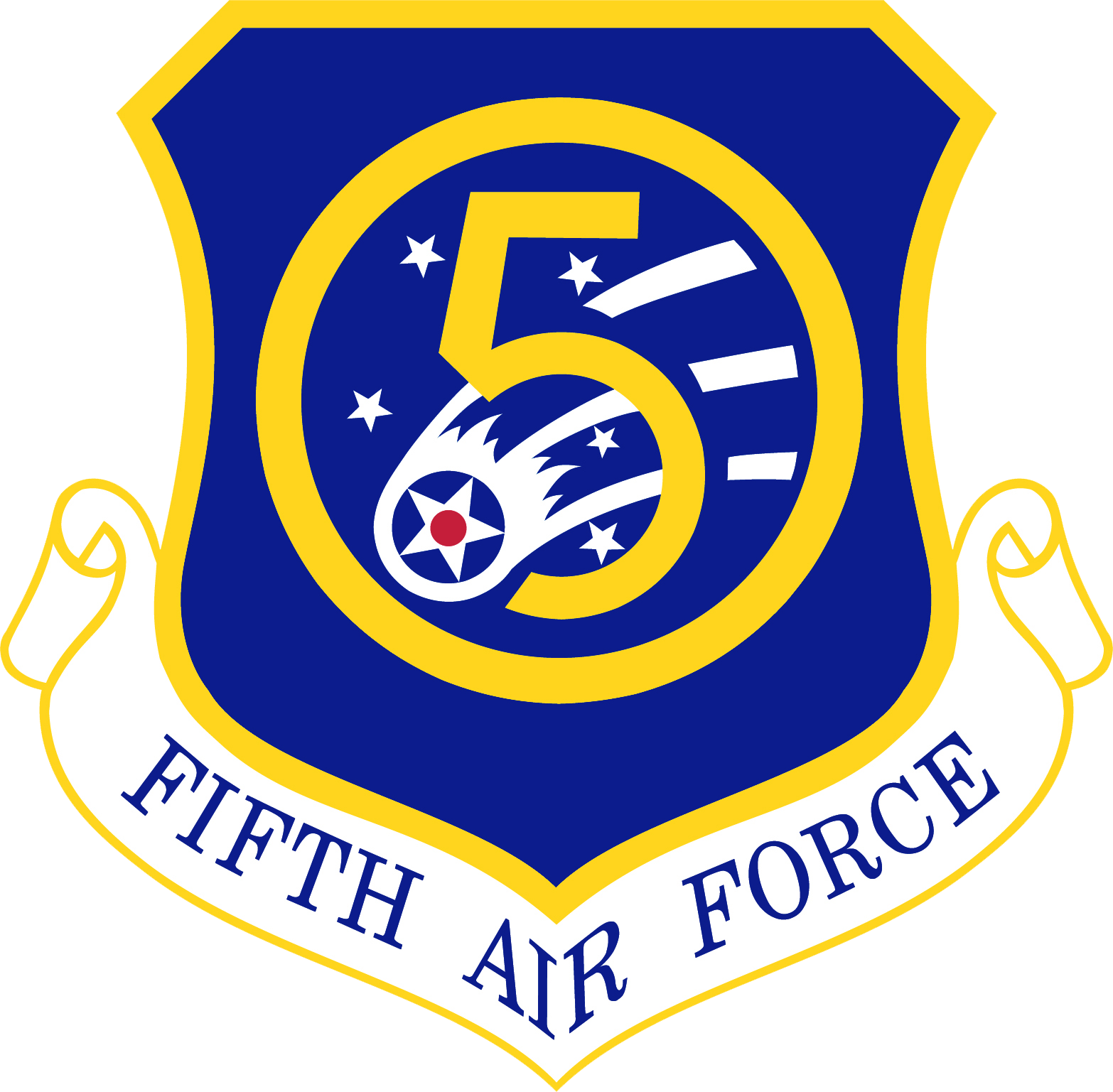

Die Fifth Air Force (deutsch 5. US-Luftflotte) ist eine der aktiven Luftflotten (englisch Numbered Air Force) der United States Air Force. Der Truppenteil ist auf der Yokota Air Base in Japan stationiert und untersteht dem Kommando der Pacific Air Forces. Der Befehlshaber der Fifth Air Force ist seit 1957 jeweils zugleich auch Oberkommandierender der United States Forces Japan. Die Fifth Air Force ist eine der wenigen Luftflotten der U.S. Air Force, die nie in den USA stationiert waren.

## Geschichte
Der Verband wurde noch vor dem Kriegseintritt der USA in den Zweiten Weltkrieg am 16. August 1941 auf den Philippinen als Philippine Department Air Force aufgestellt und im Oktober in Far East Air Force umbenannt. Nach der japanischen Invasion Südostasiens und der verlorenen Schlacht um die Philippinen von 1941/42 wurde sie nach Java und später Australien überführt, wo sie als 5th Air Force reorganisiert wurde. Die Ausstattung nach der Neustrukturierung in Australien bestand aus B-24 und B-25-Bombern A-20-Angriffsflugzeugen sowie P-39, P-40-Jägern, die im weiteren Verlauf durch P-47 und P-51 ergänzt oder ersetzt wurden.

### Zusammensetzung in Australien und Neuguinea
Jagdverbände:
- 8th Fighter Group (P-39) Townsville
- 35th Fighter Group (P-40) Port Moresby (Neuguinea)
- 49th Fighter Group (P-40) Darwin

Bomberverbände
- 3rd Bomber Group (B-25, A-20, A-24) Charters Towers
- 22nd Bomber Group (B-26) Woodstock (New South Wales)
- 38th Bomber Group (B-25) Charters Towers
- 43rd Bomber Group (B-17 bis 1943; B-24 von 1943–1945) Port Moresby(Neuguinea)

Im November 1942 wurde sie dem Hauptquartier des Southwest Pacific Area unterstellt und war anschließend in die Schlacht um Neuguinea involviert. Ab 1944 diente sie bei der Rückeroberung der Philippinen und 1945 in der Schlacht um Okinawa. Dabei bildete sie ab Juni 1944 mit der Seventh Air Force, der Thirteenth Air Force und der Twentieth Air Force die United States Far East Air Forces. Nach dem Ende des Krieges wurde sie im besetzten Japan stationiert.

### Zusammensetzung bei Kriegsende
- V Fighter Command

3rd ACG (Air Commando Group) (P-51, C-47, L-5) (eine auf Selbstversorgung ausgelegte Jagdgruppe)
8th Fighter Group (P-40, P-38)
35th Fighter Group (P-47, P-51)
49th Fighter Group (P-40, P-47, P-38) (Einheit von Richard I. Bong)
58th Fighter Group (P-47)
75th Fighter Group (P-38)
348th Fighter Group (P-47, P-51)
418th Night Fighter Squadron
421st Night Fighter Squadron
547th Night Fighter Squadron
- 6th Reconnaissance Group (F-5, F-7)

- V Bomber Command

3rd Bomber Group (L) (B-25, A-20)
22rd Bomber Group (M/H) (B-26 – B-24)
38th Bomber Group (M) (B-25)
43rd Bomber Group (H) (B-24)
90th Bomber Group (H) (B-24)
312th Bomber Group (L) (A-20)
345th Bomber Group (M) (B-25)
380th Bomber Group (H) (B-24)
417th Bomber Group (L) (A-20)
71st Reconnaissance Group (B-25)
- 54th Troop Carrier Wing

Feindberührung hatte die Luftflotte außer im Zweiten Weltkrieg nur im Koreakrieg. In der Zeit des Kalten Krieges wurde auch logistische und personelle Unterstützung für die im Vietnamkrieg involvierten Einheiten geleistet.

## Gegenwärtige Stützpunkte
(Stand: Juli 2017)
- Misawa Air Base, Misawa, Honshū – 35th Fighter Wing
- Yokota Air Base, bei Fussa, Honshū – 374th Airlift Wing und 36th Airlift Squadron
- Kadena Air Base, bei Naha, Okinawa – 18th Wing

## Befehlshaber
(seit 1957 in Personalunion auch der United States Forces Japan)
| Rang               | Name                    | Beginn des Kommandos    |
| ------------------ | ----------------------- | ----------------------- |
| Brigadier General  | Henry B. Clagett        | 20. September 1941      |
| Major General      | Lewis H. Brereton       | 7. Oktober 1941         |
| —                  | —                       | 25. Februar 1942        |
| Lieutenant General | George Kenney           | 3. September 1942       |
| Lieutenant General | Ennis C. Whitehead      | 15. Juni 1944           |
| Major General      | Kenneth B. Wolfe        | 4. Oktober 1945         |
| Major General      | Thomas D. White         | 16. Januar 1948         |
| Lieutenant General | Earle E. Partridge      | 6. Oktober 1948         |
| Major General      | Edward J. Timberlake    | 21. Mai 1951            |
| Major General      | Frank F. Everest        | 1. Juni 1951            |
| Lieutenant General | Glenn O. Barcus         | 30. Mai 1952            |
| Lieutenant General | Samuel E. Anderson      | 31. Mai 1953            |
| Lieutenant General | Roger M. Ramey          | 1. Juni 1954            |
| Lieutenant General | Frederic H. Smith, Jr.  | 20. Juni 1956           |
| Lieutenant General | Robert W. Burns         | 4. August 1958          |
| Major General      | Robert F. Tate          | 6. Juli 1961 (interim)  |
| Lieutenant General | Jacob E. Smart          | 2. August 1961          |
| Lieutenant General | Maurice A. Preston      | 30. Juli 1963           |
| Lieutenant General | Seth J. McKee           | 1. August 1966          |
| Lieutenant General | Thomas K. McGehee       | 13. Juli 1968           |
| Lieutenant General | Gordon M. Graham        | 24. Februar 1970        |
| Lieutenant General | Robert E. Pursley       | 15. November 1972       |
| Major General      | Edward P. McNeff        | 1. März 1974 (interim)  |
| Lieutenant General | Walter T. Galligan      | 8. Mai 1974             |
| Lieutenant General | George G. Loving Jr.    | 22. Juni 1977           |
| Lieutenant General | William H. Ginn Jr.     | 14. Juni 1979           |
| Lieutenant General | Charles L. Donnelly Jr. | 5. August 1981          |
| Lieutenant General | Edward L. Tixier        | 19. Juli 1984           |
| Lieutenant General | James B. Davis          | 22. Januar 1988         |
| Brigadier General  | James M. Johnston III   | 18. Juli 1991 (interim) |
| Lieutenant General | Richard E. Hawley       | 9. August 1991          |
| Lieutenant General | Richard B. Myers        | 13. November 1993       |
| Lieutenant General | Ralph E. Eberhart       | 18. Juni 1996           |
| Lieutenant General | John B. Hall Jr.        | 27. Juni 1997           |
| Lieutenant General | Paul V. Hester          | 3. September 1999       |
| Lieutenant General | Thomas C. Waskow        | 19. November 2001       |
| Lieutenant General | Bruce A. Wright         | 10. Februar 2005        |
| Lieutenant General | Edward A. Rice Jr.      | 25. Februar 2008        |
| Lieutenant General | Burton M. Field         | 25. Oktober 2010        |
| Lieutenant General | Salvatore A. Angelella  | 24. Juli 2012           |
| Lieutenant General | John L. Dolan           | 5. Juni 2015            |
| Lieutenant General | Jerry P. Martinez       | 18. Oktober 2016        |
| Lieutenant General | Kevin B. Schneider      | 5. Februar 2019         |
| Lieutenant General | Ricky N. Rupp           | 27. August 2021         |
| Lieutenant General | Stephen F. Jost         | 8. Oktober 2024         |